# Грицак, Николай Иванович
Николай Иванович Грицак (4 августа 1920 — 20 апреля 1996) — командир отделения взвода пешей разведки 139-го гвардейского стрелкового полка (46-я гвардейская стрелковая дивизия, 6-я гвардейская армия, 2-й Прибалтийский фронт), гвардии старшина — на момент представления к награждению орденом Славы 1-й степени.

## Биография
Родился 4 августа 1920 года в станице Таманская Темрюкского района Краснодарского края. Работал на Таманском хлебозаводе.
В 1940 году был призван в ряды Красной Армии. На фронте в Великую Отечественную войну с января 1942 года.
За мужество и отвагу, проявленные в боях, гвардии старшина Грицак Николай Иванович 21 июля 1944 года награждён орденом Славы 3-й степени. За мужество и отвагу, проявленные в боях, гвардии старшина Грицак Николай Иванович 3 декабря 1944 года награждён орденом Славы 2-й степени.
В ночь на 24 января 1945 года при прорыве обороны противника в районе населенного пункта Клави Лиепайского района Латвия в числе первых ворвался в расположение врага, захватил пулемет и открыл из него огонь, чем способствовал успешному выполнению боевой задачи. Указом Президиума Верховного Совета СССР от 29 июня 1945 года за образцовое выполнение заданий командования гвардии старшина Грицак Николай Иванович награждён орденом Славы 1-й степени, став полным кавалером ордена Славы.
В 1945 году демобилизован. Жил в городе Керчь. Работал заведующим базой Керченского мясокомбината. Умер 20 апреля 1996 года.

## Память

Бюст Н. И. Грицака на аллее Славы города Темрюк

- В городе Темрюк на аллее Славы был установлен бюст Н. И. Грицака.